# اردور گوجه‌فرنگی
اردور گوجه فرنگی یکی از انواع پیش‌غذاها است که برای تهیه آن از گوجه فرنگی و خیار پوست کنده و مایونز استفاده می‌شود.